# 朱利安·阿桑奇
朱利安·保羅·阿桑奇（i/əˈsɑːnʒ/ ə-SAHNZH；本名朱利安·保羅·霍金斯 ()；1971年7月3日—），澳大利亞記者和行动主义者，他于2006年创建揭密網站維基解密。維基解密在2010年發布了一系列由美國陸軍情報分析員切爾西·曼寧所提供的解密事件，引起國際關注。自創辦至今，維基解密公佈了相當數量的機密文件，其中包括关于美军空袭巴格达平民的視頻和在阿富汗戰爭的行徑，發生在肯尼亞法外處決、美國外交電報事件、在象牙海岸有毒废物傾倒事件的文件以及山达基教會內部通訊等。
2010年11月30日，在位於瑞典的國際公共檢察官辦公室要求之下，國際刑警組織以涉嫌性犯罪為由，對阿桑奇發出國際逮捕令。12月7日，阿桑奇向倫敦警察廳投案，但他否認相關指控。2012年6月19日，阿桑奇在保釋期間進入厄瓜多駐英國大使館尋求政治庇護，同年8月，阿桑奇獲厄瓜多爾政府政治庇護，之後在大使館居住近七年。
與維基解密相關的工作使阿桑奇榮獲多項榮譽，例如2009年的“國際特赦傳媒獎”與2008年《經濟學人》“言論自由獎”。同時，阿桑奇的工作亦備受批評，例如美國白宮稱他的行為是“魯莽與危險的”。
成為维基解密的代言人與編輯之前，阿桑奇曾是物理、數學系學生、程式設計師、駭客。他曾辗转多個國家，居无定所，偶爾也在公共場合露面，就新聞自由、審查制度與調查性新聞工作闡述自己的看法。
2019年4月4日，维基解密在推特上发布了一条来自厄瓜多尔政府高层人士的消息称，阿桑奇将被以丑闻为借口驱逐，并且与英国达成了逮捕他的协议。
2019年4月11日，伦敦警察廳称獲厄瓜多尔驻英國大使馆館員批准，入館拘捕朱利安·阿桑奇。他被判犯有違反《保釋法》的罪行，並被判處50週監禁。 美國政府就曼寧提供的洩密事件對阿桑奇提起了起訴書。 2019年5月23日，美國政府進一步指控阿桑奇違反了《1917年的間諜法》。《華盛頓郵報》與《紐約時報》等報紙的編輯们以及新聞自由組織批評了政府根據間諜法指控阿桑奇的決定，并將此决定描述為對保障新聞自由的《美國憲法第一修正案》的攻擊。
2021年1月4日，英國地方法官瓦妮莎·巴赖策（Vanessa Baraitser）駁回了美國引渡阿桑奇的請求，並表示鑑於對阿桑奇的心理健康和自殺風險的擔憂，這樣做法將是“壓迫性的”。2021年1月6日，阿桑奇被拒絕保釋，等待美國提出上訴。2021年12月10日，倫敦英国最高法院裁定阿桑奇可以被引渡到美國接受指控。 2022年3月，英國最高法院拒絕了阿桑奇的上訴許可。  2022年6月17日，內政大臣普丽蒂·帕特尔批准了引渡。 2022年7月1日，阿桑奇宣布對引渡令提出正式上訴。
自2019年4月至2024年中，阿桑奇一直被關押在倫敦的最高保安级别貝爾馬什監獄。2024年6月24日，阿桑奇与美国司法部达成了认罪协议，在此协议下阿桑奇最終獲得保釋離開英國監獄返回澳大利亚。

## 早年

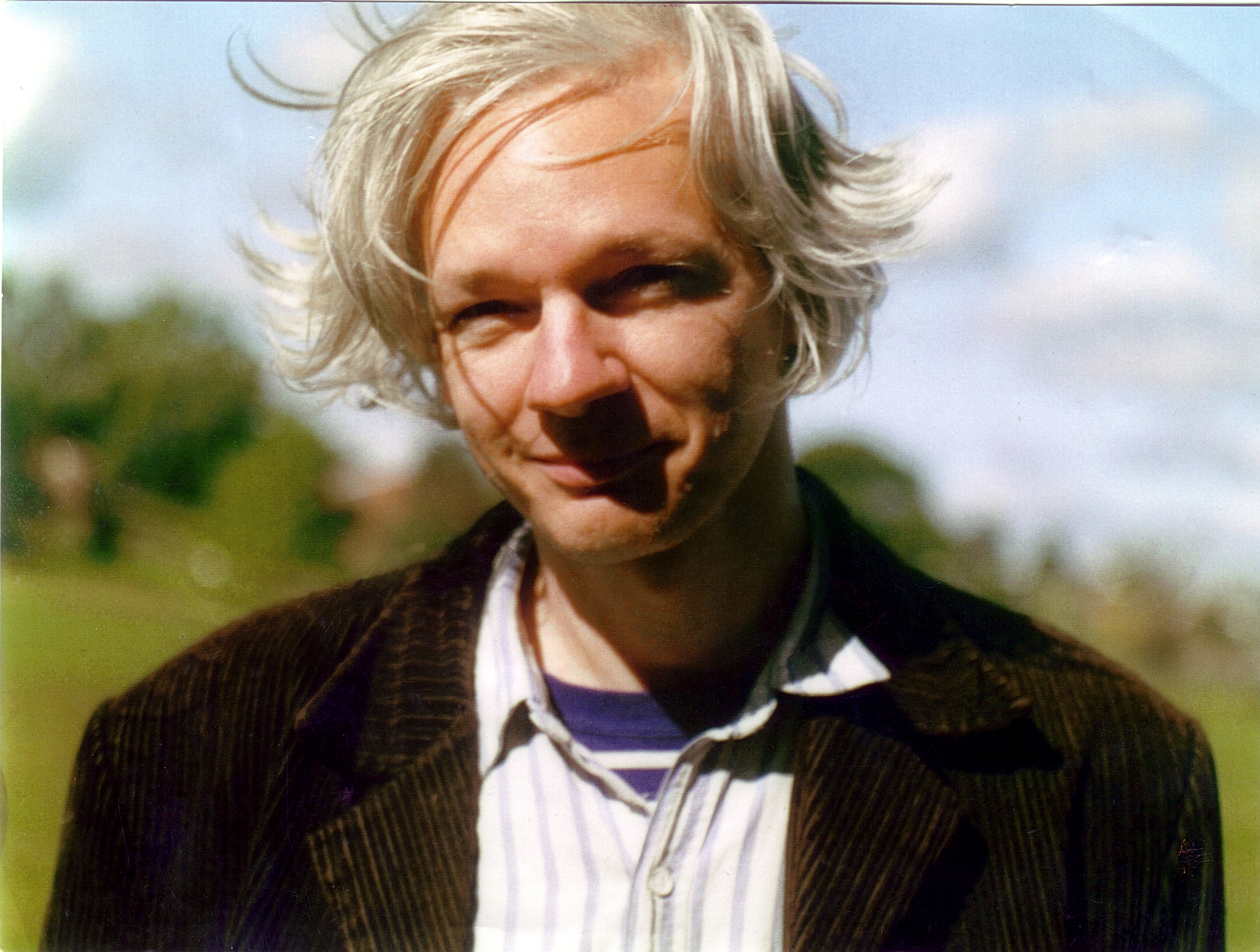
朱利安·阿桑奇（2006年）

1971年7月3日，朱利安·保羅·阿桑奇出生在澳大利亞昆士蘭州東北海岸的湯斯維爾，父母为其取名为朱利安·保罗·霍金斯（Julian Paul Hawkins），母亲克丽斯廷·安·霍金斯（Christine Ann Hawkins，生于1951年）是一名视觉艺术家:34，父亲约翰·希普顿（John Shipton）是反战活动家和建筑师。两人在悉尼的一次反对越南战争的集会中认识，但在阿桑奇出生之前，两人的关系便已经破灭了。阿桑奇一歲時，母親克丽斯廷與演员布雷特·阿桑奇（Brett Assange）結婚，母親與繼父经營一家小型剧院公司，阿桑奇视继父为自己的亲生父亲，他后来的姓也是從繼父那得來。1979年前后，母亲克丽斯廷与布雷特·阿桑奇离婚。克丽斯廷随后又与莱夫·梅内尔（Leif Meynell，又名莱夫·汉密尔顿 (Leif Hamilton)）交往，生下了一个儿子，但两人于1982年分手。阿桑奇后来称莱夫·梅内尔是澳大利亚邪教组织“The Family”的成员。
阿桑奇有着流浪般的童年，曾辗转于澳大利亚的30多个城镇。他曾就读于多所学校，也常因搬家在家自学。母亲克丽斯廷與阿桑奇的第二位繼父莱夫·梅内尔在兩人所生的兒子的撫養權上產生糾紛，因担心儿子被带走，阿桑奇11岁至16岁间，阿桑奇的母親帶著阿桑奇和他同父异母的弟弟開始了長達五年的逃離生活。期间多次搬家，所就讀的學校不計其數，接受的教育斷斷續續，經常在家自學。也參加函授班以及非正式地跟隨一些大學教授學習。
阿桑奇在中央昆士兰大学（1994年）和墨尔本大学（2003-2006年）学习编程、数学和物理学，但均未完成学位。

### 黑客攻擊
1987年，16歲的阿桑奇已经成为成為一名技术精湛的黑客，并在網絡上以“Mendax”为名，这一词源自古希腊诗人贺拉斯一首拉丁语诗中的“splendide mendax”，意即“高尚而虚伪”。大约在这时，警察突击搜查他母亲的家，没收了他用于上网的设备。据阿桑奇自己回忆称：“这其中涉及一些狡猾的人物，他们声称我们从花旗银行偷了五十万美元”。不过他后来没有受到指控，警察也归还了他的设备。当时他认为“更加谨慎一点可能是明智的”。
阿桑奇在黑客攻击上对自己有一套“道德规范”，他在與作家休利特·德赖弗斯合著的《地下：关于电子前沿的黑客、疯狂和痴迷的故事》（Underground: Tales of Hacking, Madness and Obsession on the Electronic Frontier）一書中写道：“不要損壞或使崩溃所侵入的電腦系統，不要更改那些系統中的信息（修改日志以掩盖自己踪迹的除外），以及分享所獲得的信息”。《悉尼先驱晨报》后来评论称阿桑奇已经成为了澳大利亚“最臭名昭著的黑客”，《卫报》于1991年则表示他可能是澳大利亚“最有造诣的黑客”。维基解密上官方传记称他是澳大利亚“最著名的有‘道德’的黑客”，并且该传记的早期版本称他年轻时“黑进了数千个系统，包括五角大楼”。
他與另外兩名黑客（分别以"Trax" 和 "Prime Suspect"为名）一起組建了一個名为“国际颠覆者”（International Subversives）的黑客團體。据全国公共广播电台（NPR）和英国记者戴维·利和卢克·哈丁称，阿桑奇可能参与了1989年反核蠕虫（WANK）电脑病毒对美国国家航空航天局（NASA）的攻击，不过这一点未得到证实。:42阿桑奇称这一攻击行为是“黑客行动主义的起源”，与阿桑奇合作制作的瑞典纪录片《维基解密的抗争》（Wikirebels：The Documentary）也暗示他参与其中。
1991年，这三名黑客开始攻击美国军方所使用的机密数据网络“MILNET”。阿桑奇在其中找到了一些报告，他声称这些报告显示美国军方正在攻击其自身的其他部分。他找到了一个软件后门，并后来表示他们“控制了该后门两年”。然而在2012年，澳大利亚联邦警察局计算机犯罪团队的前负责人肯·戴（Ken Day）表示，没有证据表明国际颠覆者曾攻击过MILNET，同时他表示，如果被证明属实，那么阿桑奇可能会面临起诉。
阿桑奇编写了一款名为"Sycophant"（直译为“谄媚者”）的程序，它可以允许国际颠覆者对美国军方进行大规模攻击。国际颠覆者经常侵入美国军工复合体中具有重要地位的人物或机构所控制的系统和澳大利亚国立大学的网络。

### 逮捕和审判
澳大利亚联邦警察局（AFP）针对国际颠覆者开展了名为“天气行动”（Operation Weather）的调查，1991年9月，阿桑奇被发现侵入了加拿大跨国电信公司北电网络的墨尔本主终端。国际颠覆者的一个成员自首，并把其他人也给交代了出来。AFP监听了阿桑奇的电话，发现他正在使用调制解调器，并于10月底突击搜查了他的住所。
对阿桑奇最早的详细报道是1990年代澳大利亚媒体对他及其审判的报道。1994年，他被指控犯有31项涉及黑客行为的罪名，包括欺诈澳大利亚电信、非法使用电信网络、获取信息、清除数据和篡改数据。检方辩称，国际颠覆者撰写的一本杂志会鼓励其他人进行黑客行为，称其为“黑客手册”（Hacker's manual），并声称阿桑奇和其他黑客在网上发布了他们如何入侵所访问的计算机的信息。他的审判日期定于1995年5月，他的案件被提交给了维多利亚州最高法院，但法院未受理，并将其退回给县法院审理。
1996年12月，阿桑奇理论上面临290年监禁，他达成了认罪协定，并承认了25项黑客指控，另外6项指控被撤销。法官称这些指控“相当严重”，最初认为有必要判处监禁，但最终仅判处阿桑奇2100澳元的罚款，因表现良好，他在以5000澳元的良好行为保释金下被释放。对于作出仅罚款的处罚，法官认为他童年受到干扰，并没有恶意或唯利的意图。在判决后，阿桑奇向法官表示他在指控方面“受到了检方误导”“发生了极大的不公正”。法官则表示：“你已经认罪，诉讼程序已经结束”，并劝告他保持沉默。阿桑奇将这次审判描述为他的一个重要经历，《新共和》称“这一经历将他引向了创办维基解密的道路”。
1993年，阿桑奇提供了技术建议和支持，帮助维多利亚警察儿童剥削调查组起诉那些发布和传播儿童色情内容的个人。他的律师表示，他很乐意提供协助，并强调他没有因此获得任何好处，也不是泄密者。阿桑奇在1996年因黑客行为指控而被判刑期期间，他帮助警方的角色在法庭被有过提及。

### 编程语言和學術
1993年，当澳大利亚第一家公共互联网服务供应商“Suburbia Public Access Network”的原所有者马克·多塞特（Mark Dorset）移居到悉尼时，阿桑奇接管了该公司的经营。他在1994年初加入了密码朋克邮件列表（即提倡通过加密技术来实现隐私安全的团体）。1994年起，居於墨爾本的阿桑奇成為程序設計員，開始自由軟件的研發。1995年，阿桑奇寫成“Strobe”，即首個自由開源的端口掃描器。1996年，他為PostgreSQL計劃提供多個補丁。1997年，阿桑奇與他人合著《地下：駭客與瘋狂的傳奇及對電子前沿的癡迷》（Underground: Tales of Hacking, Madness and Obsession on the Electronic Frontier），書中提到自己的黑客經歷。1997年起，他與別人共同研究出Rubberhose否認加密系統。這一系統后成為Linux一個軟件包的基礎，為软磨硬泡攻击（rubber-hose cryptanalysis）提供似是而非的否认（plausible deniability）。他發明該系統的初衷是為人權工作者提供保護敏感數據的工具。除此以外，他參與發明的自由軟件還有：Usenet緩存軟件NNTPCache與為網絡搜索引擎設計的命令行界面Surfraw。
阿桑奇據稱曾在不同時段在六家大學就讀。2003-2006年間，他在墨爾本大學學習物理與數學，但他從未畢業，在所學的多數數學課程中他也只勉強及格。他也曾學習哲學與神經科學。他個人網頁上，還稱自己曾在2005年左右代表墨大參加澳洲全國物理競賽。
阿桑奇於墨爾本大學學習物理，稱是為了智力刺激，試圖破解宇宙背後的秘密法則。但是他發現，即使是科學界，也是被因循守舊者把持。他認為人類的鬥爭是個體與機構之爭。他還起草了一份名為《陰謀即統治》的宣言，宣稱不合法的統治本質上就是陰謀，它是官員們「暗中合作、致力於損害國民」的產物。當一個政權內部的溝通渠道中斷後，同謀者之間的信息流動一定會萎縮，在這種情況下，當信息交流趨近與零的時候，陰謀就會終止。揭秘是信息戰的工具。

## 創立維基解密

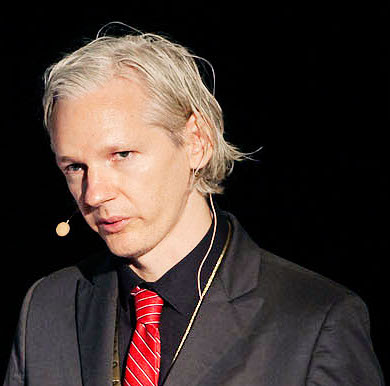
2009年在哥本哈根的阿桑奇

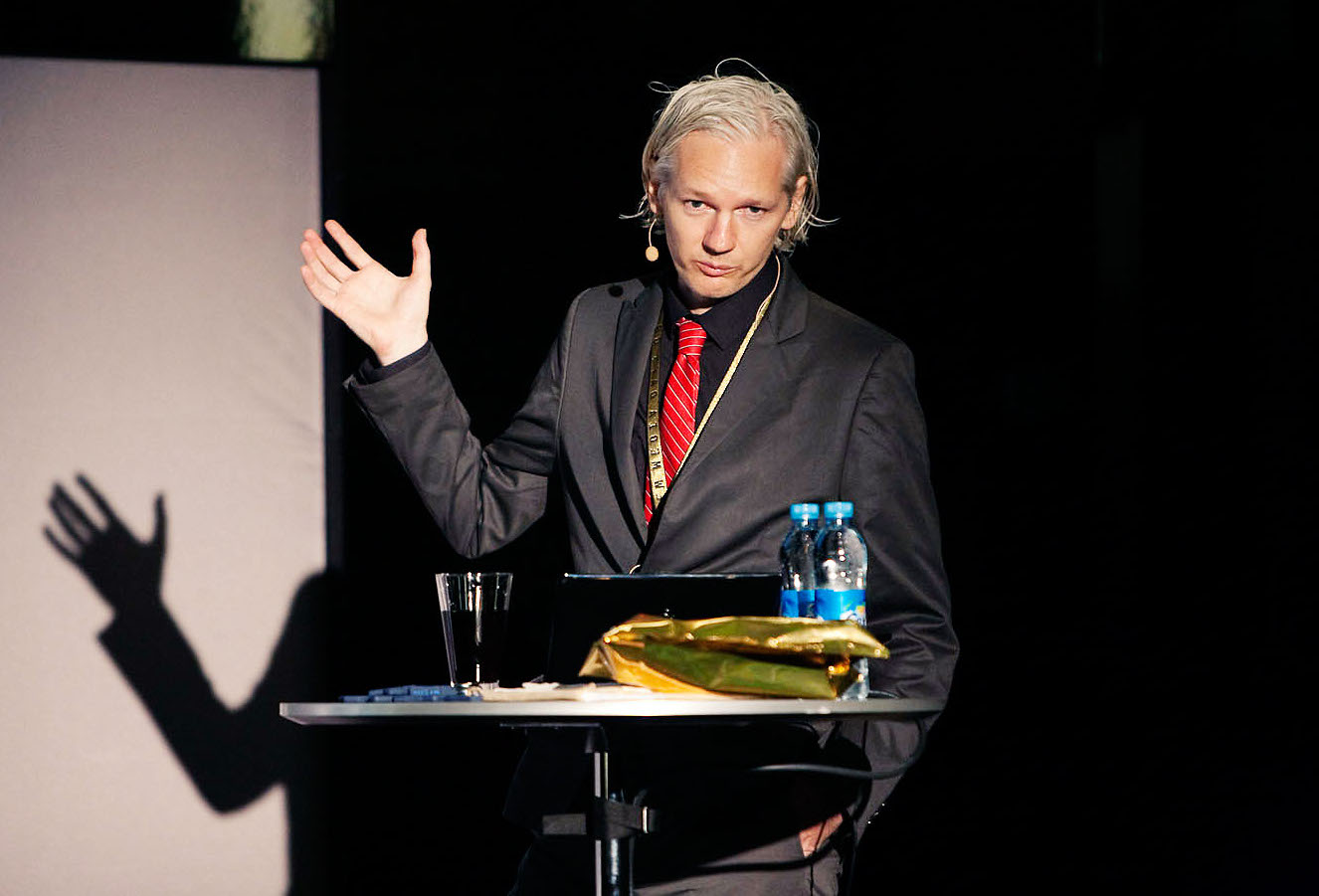
阿桑奇出席在哥本哈根举行的“New Media Days 09”会议（2009年11月）

阿桑奇和其他一些持不同政见者、数学家和活动家于2006 年创建了维基解密。阿桑奇是其顾问委员会的成员。2007年至2010年，阿桑奇为维基解密的事务出访了非洲、亚洲、欧洲和北美。它是阿桑奇個人思想的凝集。在同年阿桑奇所寫的兩篇文章中，他對於維基解密的創辦動機是這樣解釋的：
爲了徹底改變政權的行事方法，我們必須認真、大膽地思考應採取的策略。前人的經歷已經告訴我們，政權自身是不希望發生改變的。我們要超越前人的思維，從新科技中獲取啓發，尋找出對我們有用的、前人沒有機會用到的技術。
在他的個人網站上，他還寫道：
某個組織越是隱秘，越是對事件採取諱莫如深的態度，信息的洩露就越能引致組織內部、小圈子的驚惶與無端的恐懼……因為，不公平的系統的產物一定是眾多的異議人士。與異議者相比之下，組織的操控者還常常占寡數和劣勢。這種情況下將系統的大量秘密信息洩露，會使這一不公正的系統，在其他更加開放的系統面前，顯得更加的脆弱與不穩定。

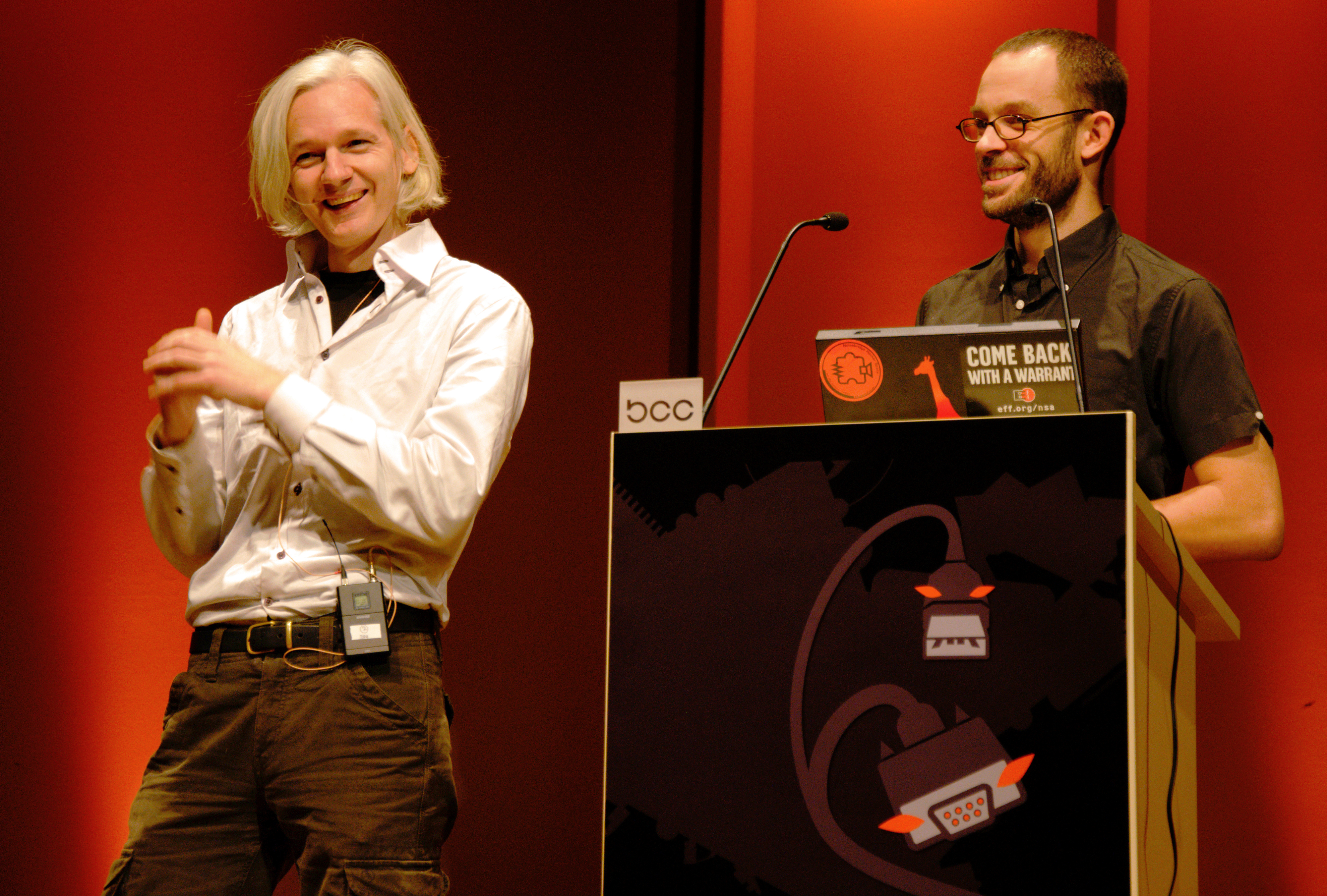
2009年12月，阿桑奇和丹尼尔·多姆沙伊特-伯格在柏林的混沌通讯大会(26C3)

阿桑奇是維基解密的9名顧問組成員之一，而且是維基解密最主要的發言人。他自己儘量迴避“創始人”的稱呼，僅稱自己是維基解密的主編，並對維基解密收到的文件審查工作享有最終的決定權。為維基解密工作是沒有收入的，一如維基解密的其他職員。
阿桑奇稱維基解密所發佈的機密文件數量，超過世界上其他新聞媒體的加起來的總和。他說道：“我不是想說維基解密有多成功，而是想表示世界媒體危機重重的現狀。一個五個人的團隊公佈了比其他媒體加起來都多的機密文件，這是（媒體業的）恥辱。”他提倡新聞業應是“透明”與“细致嚴謹”的，因為用物理論文来打比方，“物理論文只有寫清楚實驗內容和結果，才可以發表出去，新聞業也應該採取類似的標準”。
2006年，美國CounterPunch雜誌稱他是“澳洲最聲名狼藉的前電腦黑客”。澳洲《世紀報》稱他是“世界上最迷人的人物之一”和“互聯網的自由鬥士”。“個人民主論壇”（Personal Democracy Forum）稱青年時代的阿桑奇是“澳洲最有名的守德電腦駭客”。阿桑奇則稱自己“極其地憤世嫉俗”。
在2010年奧斯陸自由論壇上，阿桑奇對維基解密的創辦宗旨如此解釋：
我們的目標是實現公正的社會文明，這是我們幹事情背後的推動力。“透明公開”是公正社會文明的要點，但要點與目標是不可混淆的（意即：目標並非取得“透明公開”的社會文明）。話雖如此，用“透明公開”作為實現公正的途徑，亦是甚佳的方法，同時還避免犯下太多錯誤。

我們的意識形態是跨越政治的，非左，非右，其根基在於（對世界的）認知。在給出與“如何處世”、“如何從公民過渡至社會文明”、“如何影響他人”一類問題相關的忠告與觀念形態之前，應當對世界上正在發生的事情有較為深刻的認知。在未充分認知這個世界之前提出的建議與觀念形態，必然歸屬於謬解。當今世界上所有的意識形態系統，從某種程度上來講，都是虛空、缺乏實質的。它們缺乏在認知世界時至關重要，同時在自身面對這個世界時所必需的思想成分。
在《時代》週刊的2010年度人物網絡評選中，阿桑奇居於首位，滿意率為92%。然而，12月15日，《時代》週刊宣佈獲選人物卻是臉書的創辦人、獲得票數僅為阿桑奇1/20的马克·扎克伯格；阿桑奇则为“最受读者欢迎的年度人物”。

## 法律問題

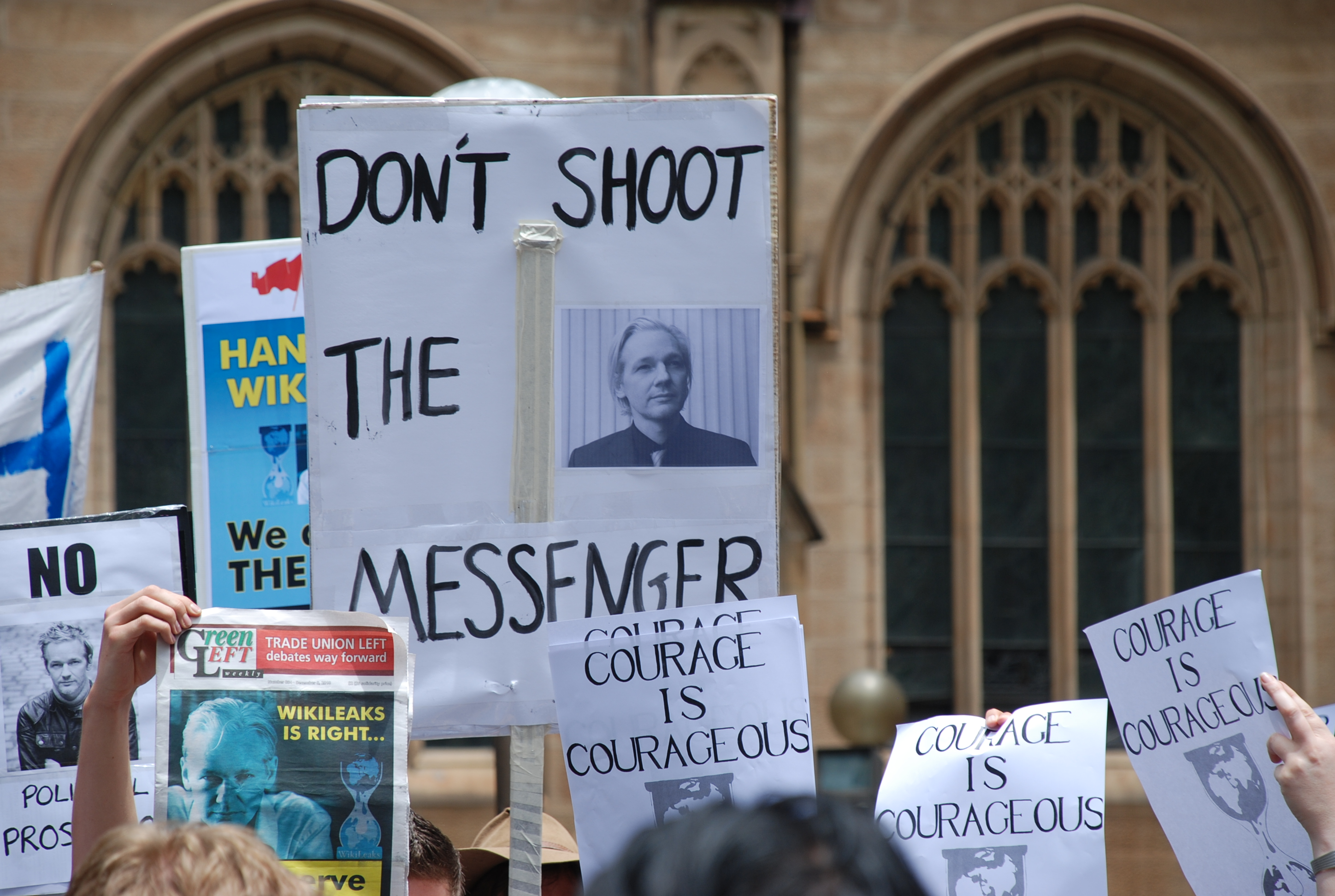
2010年12月1日在悉尼市政廳前支持阿桑奇的集會。

### 美國的刑事調查
維基解密公佈曼寧資料後，美國當局開始親自調查維基解密和阿桑奇，以根據1917年的《間諜法》起訴他們。 2010年11月，美國司法部長埃里克·霍尔德表示，維基解密正在進行“積極、持續的刑事調查”。  它是從隨後幾個月洩露的法律文件中得出的，維基解密正在由弗吉尼亞州亞歷山大市的一個聯邦大陪審團進行調查。

### 瑞典的性侵犯指控

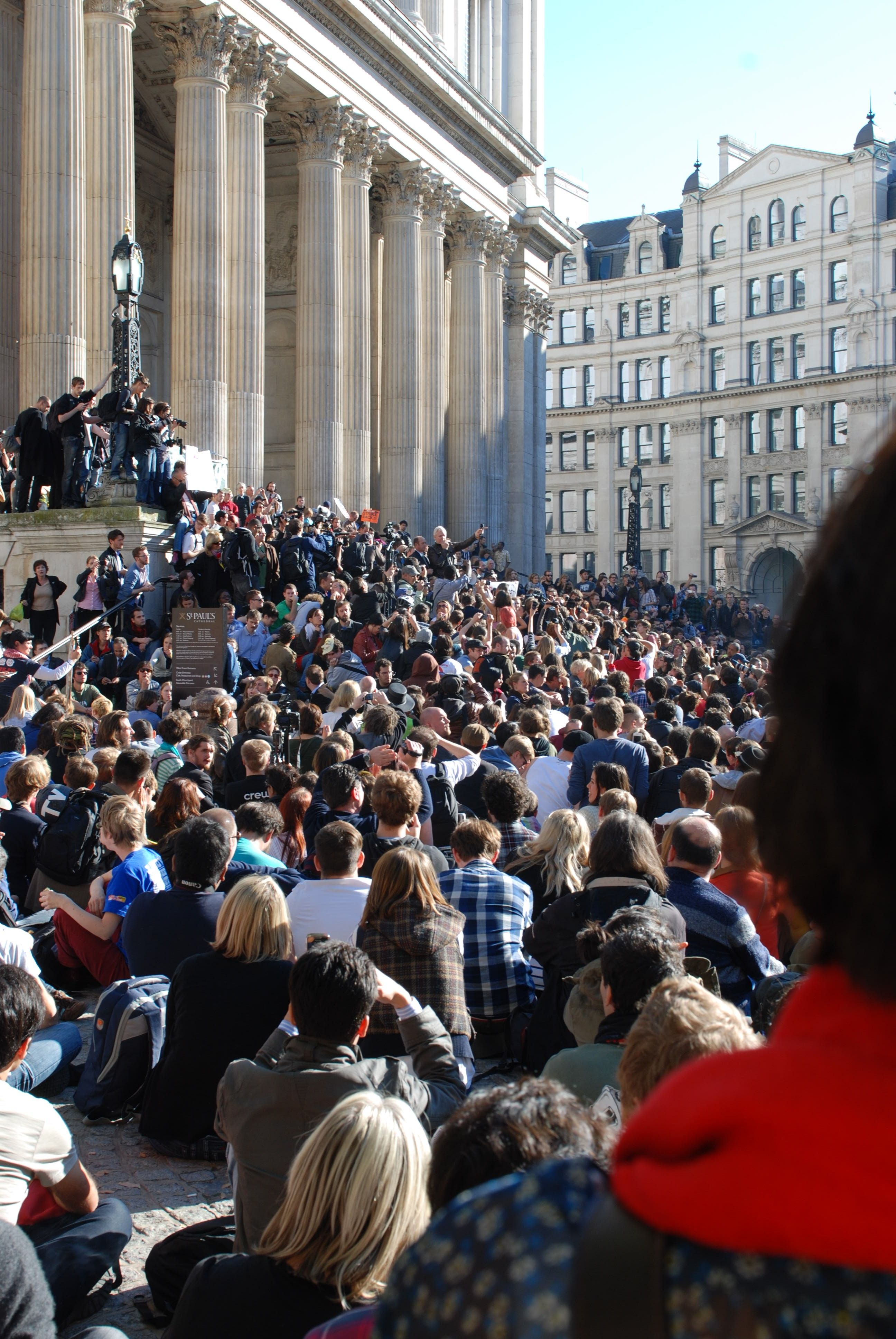
2011年10月16日，阿桑奇在倫敦聖保羅大教堂的台階上發表講話。

2010年11月18日，國際刑警組織成員國瑞典警方對阿桑奇發出紅色通報級別的通緝令，阿桑奇被控性行為不檢。在瑞典檢察官瑪麗安娜·尼（Marianne Ny）的要求下，法庭發出了逮捕令。檢察官希望將阿桑奇拘留問話。有關指控涉及阿桑奇2010年8月在瑞典和兩名女子之間發生的事情，阿桑奇的律師說，女子已表示他們發生的性關係是兩廂情願的。阿桑奇說，有人在發起運動詆毀他的名譽，對他的指控是這一企圖的一部分。但两名女子的律师克拉斯·博里斯特伦称阿桑奇知道自己是在散播一个自己都不相信的谣言。博里斯特伦指出阿桑奇丝毫不顾及此谣言对两位女性的影响。维基解密瑞典协调人称，这件事跟被认为的幕后黑手美國中央情報局毫无关系；他说，如果阿桑奇遵从两位女性要求进行艾滋病医检，阿桑奇可能就不会遭遇起诉。阿桑奇声称，自己及朋友曾经多次受到美国军方的死亡威胁。
2010年12月7日，阿桑奇於英國向倫敦警方報到被捕；同日稍後，法院拒絕保釋阿桑奇，並暫囚禁他在一處秘密地點。若英國當局把他引渡回瑞典受審，他表示會抗爭到底。
俄总统府消息人士曾透露克里姆林宫考虑建议非政府组织提名阿桑奇为诺贝尔和平奖候选人，后被俄总统府发言人定为玩笑话。
2010年12月14日，阿桑奇在支付约31.5万美元的保释金后获准保释。
在此前表示她無法通過視頻鏈接或在瑞典大使館訊問嫌疑人後，瑞典檢察官瑪麗安娜·尼 (Marianne Ny) 於 2013 年寫信給英國皇家檢察署 (CPS)。她的信中建議她打算解除拘留令並撤回歐洲逮捕令，因為這些行為與犯罪的成本和嚴重性不成比例。 作為回應，CPS 試圖勸阻檢察官尼不要這樣做。
2015年3月，在其他瑞典法律從業者的公開批評之後，檢察官尼改變了審問阿桑奇的想法，阿桑奇在倫敦的厄瓜多駐英國大使館避難。  這些採訪於2016年11月14日開始，涉及英國警方、瑞典檢察官和厄瓜多爾官員，並最終在網上公佈。  到那時，所有三項不太嚴重的指控的訴訟時效均已到期。 由於瑞典檢察官在2015年8月18日之前還沒有與阿桑奇面談，因此訊問只涉及對“輕度強姦”指控的公開調查。
2017年5月19日，瑞典當局暫停了調查，稱他們無法指望厄瓜多爾大使館就此案與阿桑奇進行可靠溝通。 首席檢察官瑪麗安娜·尼正式撤銷了对于他的逮捕令，但表示如果阿桑奇在2020年8月之前訪問瑞典，調查仍可能被恢復。
在阿桑奇於2019年4月11日被捕後，該案於2019年5月在檢察官 Eva-Marie Persson 的領導下重新審理。  11月1 日，她宣布停止調查，稱證據不足。 她補充說，雖然她對申訴人充滿信心，但“由於時間長了，證據已經大大削弱”。

## 厄瓜多爾大使館時期

### 進入大使館

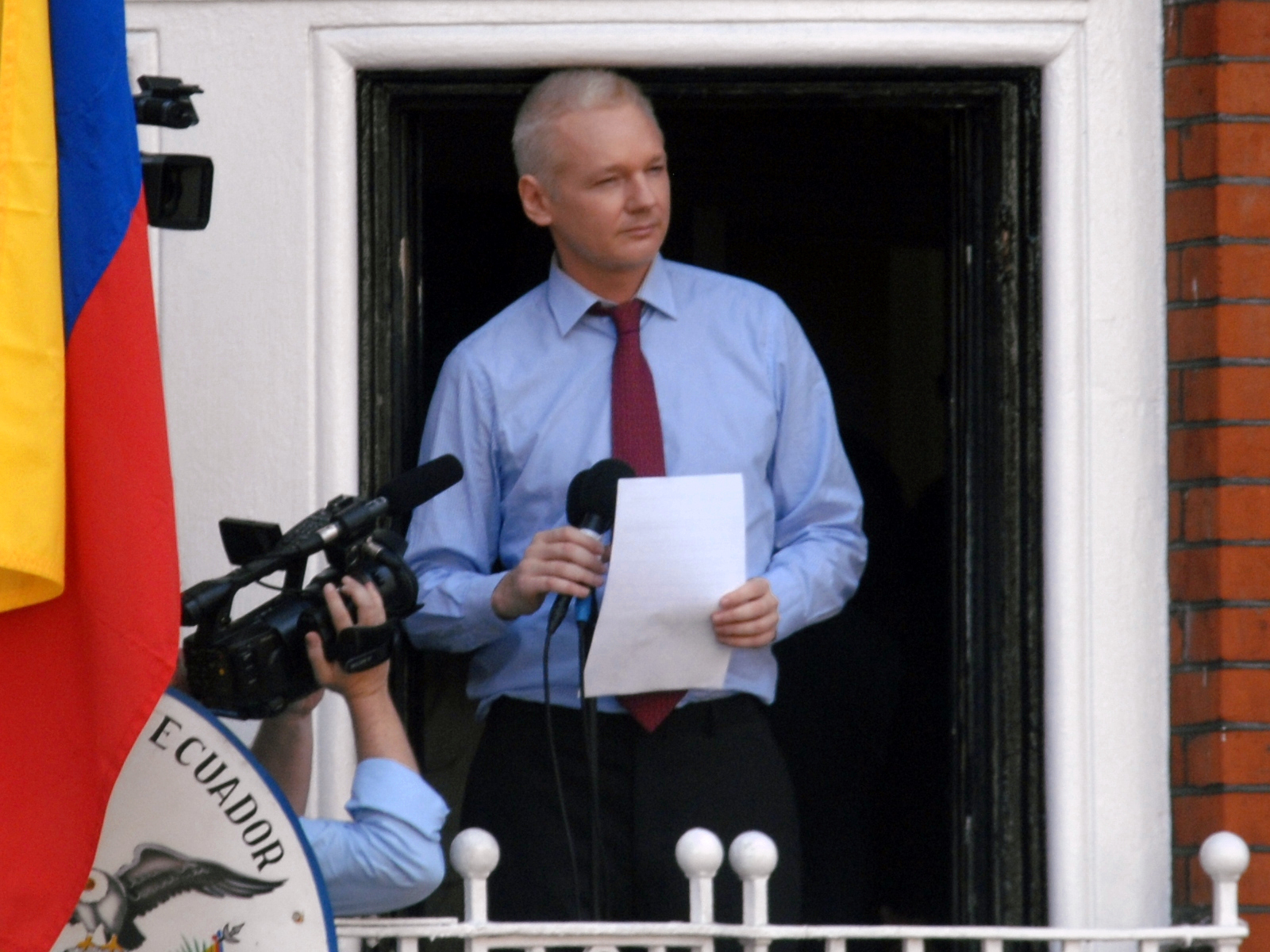
2012年，阿桑奇在厄瓜多尔駐英國大使館陽台上。

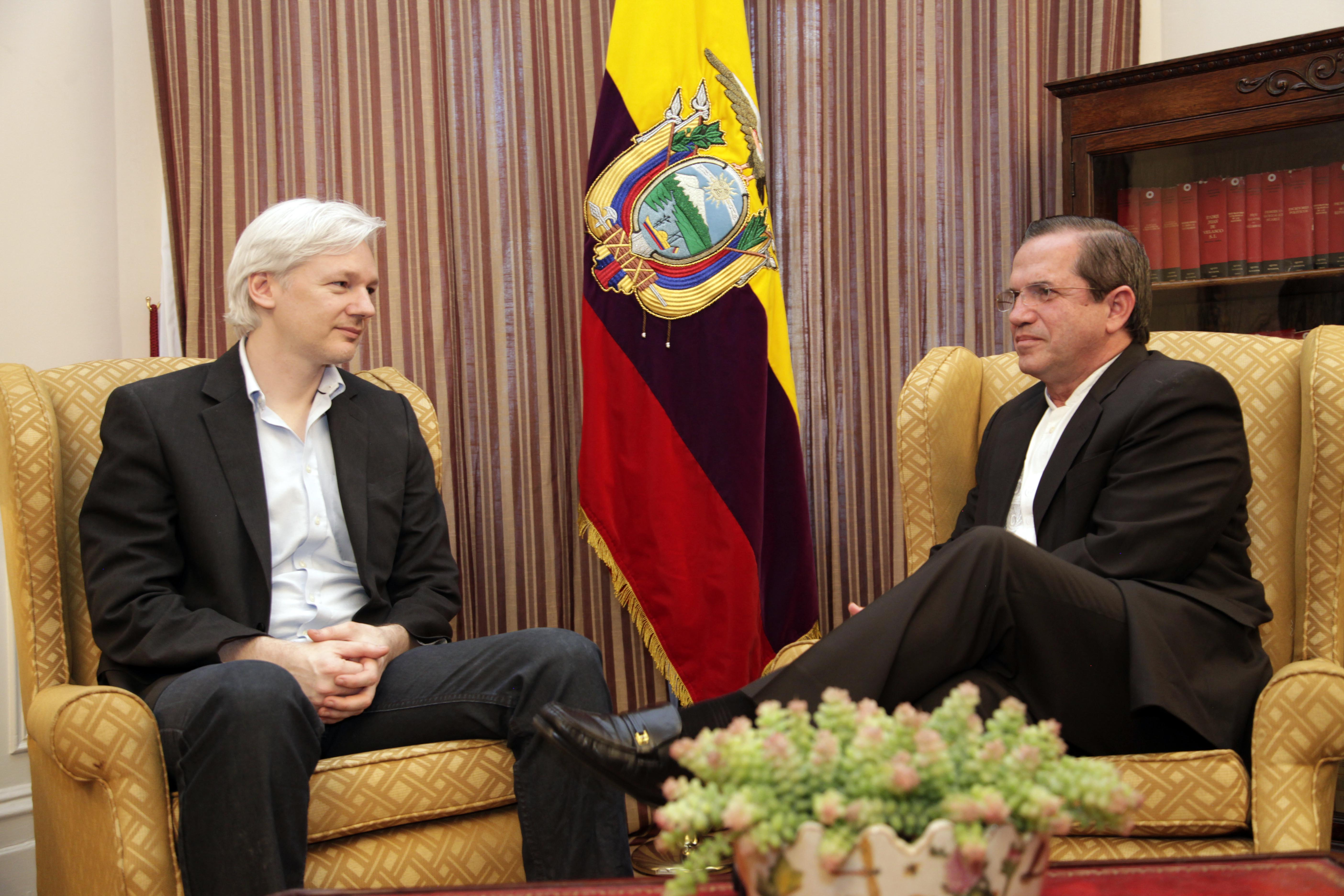
2013年6月16日，厄瓜多爾外長里卡多·帕蒂諾（Ricardo Patiño）在厄瓜多爾大使館會見了阿桑奇。

2012年6月19日，阿桑奇在保释期间向厄瓜多尔駐英國大使館寻求政治庇护。8月16日，厄瓜多尔外长里卡多·帕蒂諾（Ricardo Patiño）在新闻发布会中表示，厄瓜多尔政府已经批准了阿桑奇的政治庇护请求。
阿桑奇及其支持者表示，他並不擔心瑞典的任何訴訟程序，但表示瑞典的指控旨在詆毀他，並是將他從瑞典引渡到美國的藉口。
英國外交大臣夏偉林在新聞發布會上作出回應。 他說：“我們不會允許阿桑奇先生安全離開英國，我們這樣做也沒有任何法律依據，”同時補充說，“英國不承認外交庇護原則。”
阿桑奇在大使館居住而不是出庭，違反了他的保釋條件，如果他離開，他將面臨逮捕。 阿桑奇的支持者，包括記者珍美瑪·戈德史密斯、記者約翰·皮爾格、和電影製片人肯·洛區，被沒收了£200,000英鎊的保釋金。 戈德史密斯說，她對他的庇護申請感到驚訝，並預計他將面對瑞典的指控。
英國政府寫信給厄瓜多尔外长帕蒂諾，根據英國法律，警察有權進入大使館並逮捕阿桑奇。 帕蒂諾說這是一種隱含的威脅，稱“這樣的行為將公然無視《維也納外交關係公約》”。 2012年6月至2015年10月，倫敦警察廳的官員駐紮在大使館外，以逮捕離開大使館的阿桑奇，並強迫他參加引渡上訴聽證會。 2015年10月，警察以成本為由撤離，但警方表示，他們仍將採取“幾種公開和秘密的策略來逮捕他”。 倫敦警察廳表示，這一時期的警務費用為£1260萬英鎊。

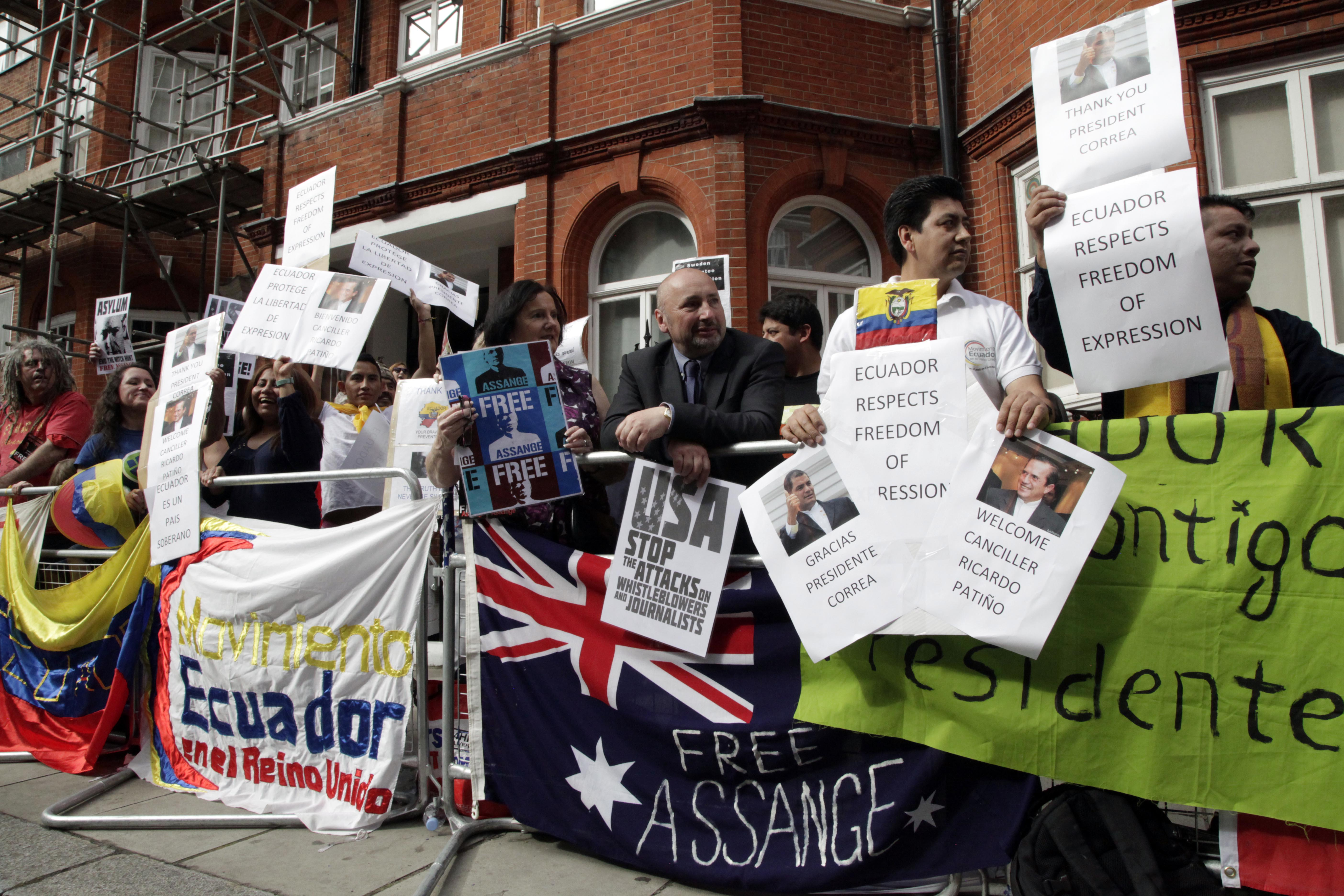
2013年6月16日，厄瓜多爾大使館外示威，要求釋放阿桑奇。

維基解密內部人士表示，阿桑奇決定尋求庇護是因為他感到被澳大利亞政府拋棄。 澳大利亞總檢察長尼古拉·羅克森曾寫信給阿桑奇的律師詹妮弗·羅賓遜，稱澳大利亞不會尋求參與任何有關阿桑奇未來的國際交流。 她建議，如果阿桑奇在美國被監禁，他可以申請將國際囚犯轉移到澳大利亞。 阿桑奇的律師將這封信描述為“放棄聲明”。
2013年3月13日，阿桑奇在厄瓜多駐英國大使館受政治庇護已長達9個月，庇護期間阿桑奇居住在大使館地下室的房間。探訪者指出，阿桑奇的健康及精神狀況良好，並始終保持樂觀。厄瓜多駐英大使館曾多次建請瑞典的承案檢察官前來大使館內訊問阿桑奇，但屢遭回絕。由於英國警方依規定須引渡阿桑奇至瑞典，大使館表示，近期內將與英國政府接洽，希望於2013年底前尋求外交途徑解決阿桑奇當前的處境，確保英國引渡阿桑奇至瑞典後不會再被引渡至美國受審。

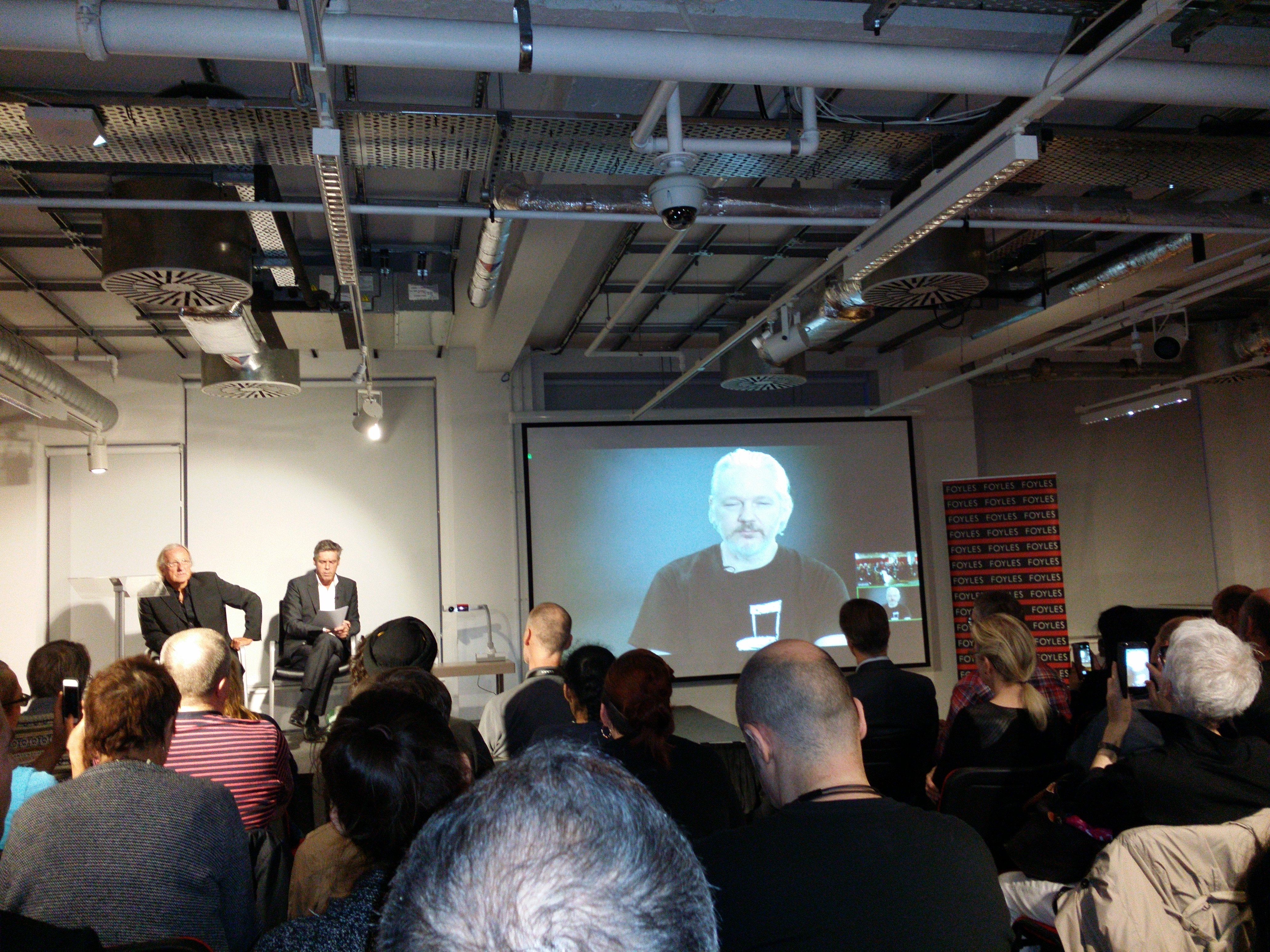
約翰·皮爾格（John Pilger）, Richard Gizbert, 和阿桑奇 –“《維基解密文件》（The WikiLeaks Files）”新書發布會——倫敦Foyles書店，2015年9月29日

2018年1月11日，厄瓜多尔外交部长玛丽亚·埃斯皮诺萨称，厄瓜多尔政府已于2017年底授予阿桑奇厄瓜多尔公民身份。预计厄瓜多尔政府接下来会授予阿桑奇外交人员身份，这样阿桑奇即拥有外交豁免权，便可离开位于英国伦敦骑士桥的厄瓜多尔驻英大使馆，阿桑奇依旧拥有澳大利亚国籍。

### 在大使馆的后期

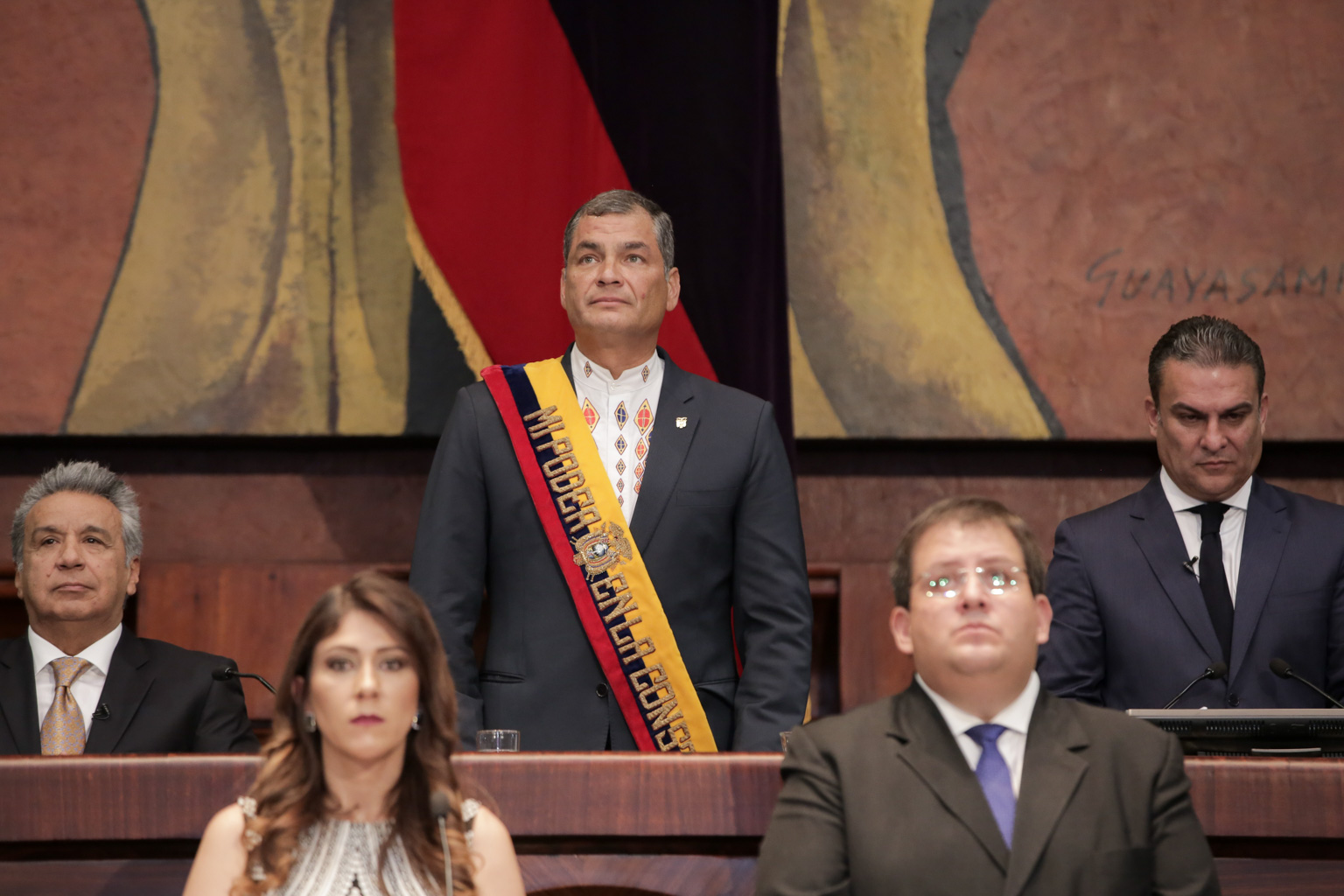
公開同情阿桑奇的拉斐尔·科雷亚(Rafael Correa)於2007年至2017年擔任厄瓜多爾總統.

2017年3月，維基解密開始發布歷史上最大的中央情报局文件洩露事件，代號為“七號保險庫”（Vault 7）。這些文件包括 CIA 黑客能力和用於侵入智能手機、計算機和其他互聯網連接設備的軟件工具的詳細信息。4月，中央情報局局長邁克·蓬佩奧（Mike Pompeo）稱維基解密是“一個經常受到俄羅斯等國家教唆的非國家敵對情報機構”。阿桑奇指責中央情報局試圖“顛覆”他的言論自由權。 據前情報官員稱，在"7號保險庫"洩密後，中央情報局密謀從厄瓜多爾倫敦大使館綁架阿桑奇，一些高級官員討論了他可能被暗殺的可能性。雅虎新闻發現“沒有跡象表明針對阿桑奇的最極端措施曾經獲得批准。” 它的一些消息來源稱，他們已向眾議院和參議院情報委員會通報了蓬佩奧提出的計劃。2021年10月，阿桑奇的律師在倫敦高等法院的聽證會上介紹了所謂的陰謀，因為它考慮了美國對下級法院裁定阿桑奇不能被引渡到美國面臨指控的上訴。
阿桑奇長期駐留在厄瓜多爾駐英國大使館，使大使館為了阿桑奇產生巨額開銷，雙方產生矛盾。同時厄瓜多爾政府認為阿桑奇“干预其他国家内政”、从事“有害厄瓜多尔与其他国家良好关系”，於是于2018年3月開始限制阿桑奇与外界的网络通信，多次拒绝让阿桑奇与人权观察总顾问黛安·波肯普纳或其律师会面；此外，還要求阿桑奇支付医疗和通信费用，彌補厄瓜多爾政府的巨額支出。阿桑奇認為厄瓜多尔此舉是试图停止对他的庇护，并将他交给美国。对此，阿桑奇不惜于2018年10月起诉厄瓜多爾政府，但敗訴。
2018年11月4日，16個國家參與全球聲援阿桑奇同步行動，呼籲美國政府停止迫害阿桑奇、積極捍衛言論自由與出版自由。

### 阿桑奇在大使館遭監視
2019年4月10日，維基解密表示，它在大使館內發現了針對阿桑奇的大規模監視行動。維基解密表示，“包括視頻、音頻、私人法律文件副本和醫療報告在內的材料”已經在西班牙浮出水面，馬德里的未透露姓名的個人進行了勒索企圖。
2019年9月26日，西班牙《国家报》称负责保护大使馆的西班牙国防公司Undercover Global S.L.（UC环球）替美国中央情报局监视身处大使馆的阿桑奇。报道指出，UC环球的老板戴维·莫拉莱斯（David Morales）向中情局提供了阿桑奇与律师、同事会面的音频和视频。而从2017年12月起，莫拉莱斯还安排美方直接获取大使馆监控摄像机的视频流。相关证据由西班牙国家法院获取，用来秘密调查莫拉莱斯与美国情报部门的关系。阿桑奇指控UC环球侵犯个人隐私及律师与客户之间的特权、涉嫌挪用公款、敲诈及洗钱，促成法院展开调查。同年9月，莫拉莱斯正式被捕。9月25日，西班牙法官何塞·德拉马塔（José de la Mata）向英国当局发出《欧洲调查令》，申请以视频会议形式安排阿桑奇出庭作证。然而负责处理调查令的英国中央机关（United Kingdom Central Authority）暂时拒绝了西班牙方面的请求，要求提供更多细节。10月14日，德拉马塔回应称阿桑奇是提出申诉的受害者，而非法泄露机密和贿赂在英国也是犯罪行为。他表示部分相关罪行在西班牙发生，考虑到用来监听阿桑奇的麦克风是在西班牙购买的，所获取的信息也被上传到UC环球西班牙总部的服务器。西班牙司法部门对英方的拒绝表示担忧，认为英国司法体系是担心西班牙的案件会影响到阿桑奇引渡美国的过程。
2019年11月，一名叫斯特凡尼娅·毛里齐（Stefania Maurizi）的女子声称获得部分音视频及照片材料，内容涉及阿桑奇接受体检、厄瓜多尔大使卡洛斯·阿巴德·奥尔蒂斯（Carlos Abad Ortiz）与幕僚开会、阿桑奇、葛倫·葛林華德与大卫·米兰达开会，以及阿桑奇与英国说唱歌手M.I.A.共进午餐。另外安放在女厕所的麦克风捕捉到阿桑奇与律师开会的内容，而使馆访客的手机信号会被拦截。阿桑奇律师团队律师艾托·马丁内斯（Aitor Martinez）表示有关视频在阿桑奇与律师会面时拍摄。毛里齐总结称，根据UC环球前员工的说法、UC环球内部电子邮件以及所收集情报的种类判断，UC环球明显代表美国政府搜集情报，方便美国利用有关信息处理引渡阿桑奇的案子。最终英方同意法官何塞·德拉马塔在12月10日视频审讯阿桑奇。据律师透露，阿桑奇在证词中提到自己不知道UC安装的摄影机也在采集视频，认为监控行为可能是在针对他的律师团队。

## 監禁和引渡訴訟

### 在大使館被捕

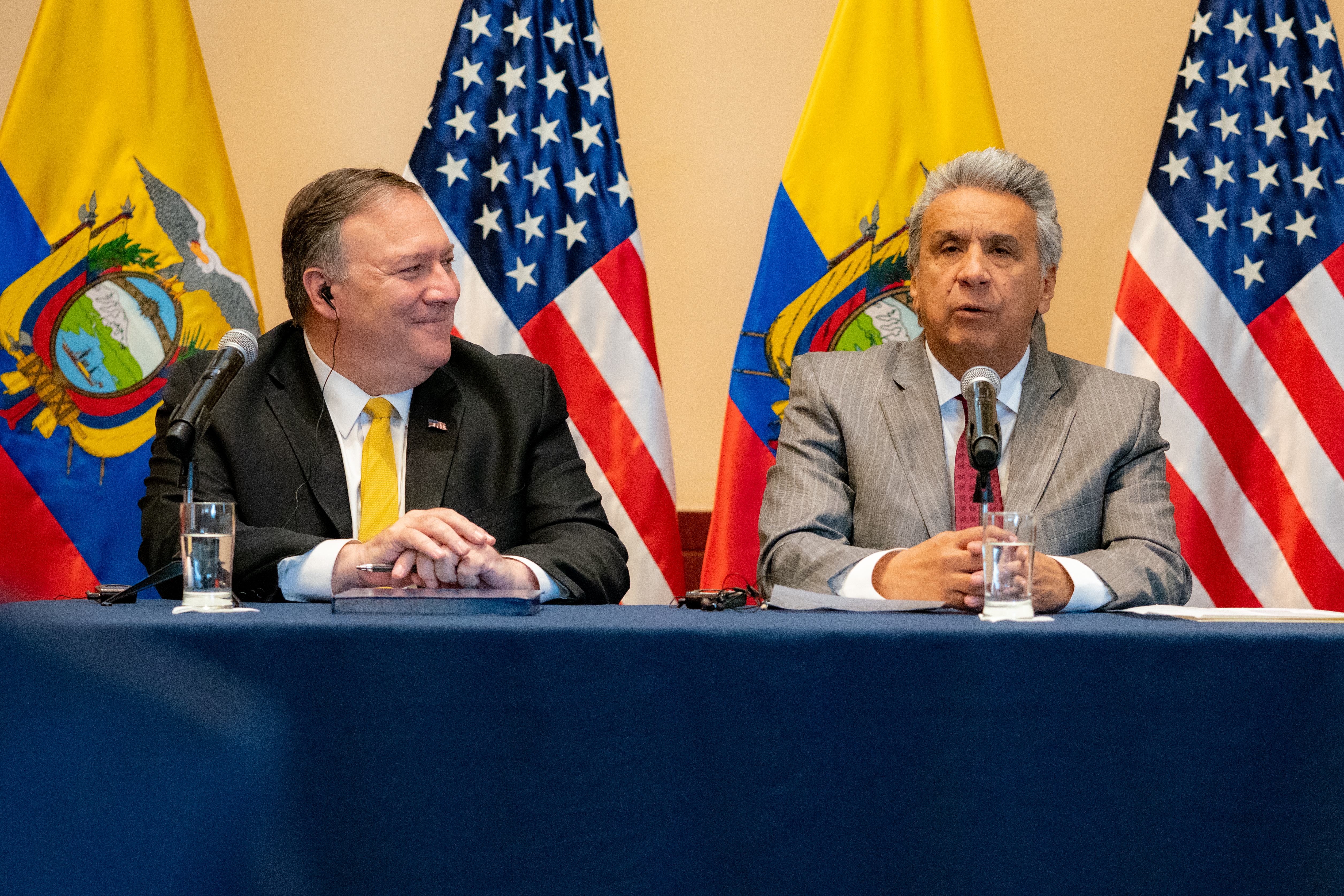
厄瓜多尔总统利寧·莫雷諾与美国国务卿邁克·蓬佩奧举行联合记者会，摄于2019年7月20日

2019年4月2日，厄瓜多尔总统莫雷诺表示阿桑奇违反政治庇护条款，理由是网上出现莫雷诺牵涉腐败丑闻的照片证据。维基解密表示没有发布有关照片，只是报道了厄瓜多尔立法机构对莫雷诺展开的腐败调查。维基解密援引厄瓜多尔政府内部的消息人士，称由于涉及争议，政府已就将阿桑奇驱逐出大使馆、转由英国警方拘留达成协议。阿桑奇父亲认为撤销庇护与国际货币基金组织即将决定向厄瓜多尔发出一笔贷款有关，而这个说法也是莫雷诺的反对者主张的，包括前外交部长纪尧姆·朗。
2019年4月11日，厄瓜多尔政府邀请伦敦警察厅按照美国引渡令进入大使馆逮捕阿桑奇。莫雷诺表示阿桑奇干涉厄瓜多尔内政，逾越了厄瓜多尔的容忍底线。英国外交大臣杰里米·亨特与首相文翠珊感谢莫雷诺配合行动。澳大利亚首相斯科特·莫里森表示有关行动与澳方无关，“完全是美国的事情”。联合国特别报告员阿涅斯·卡拉马尔认为英国当局肆意逮捕阿桑奇，有关行为威胁到生命安全。

### 因違反保釋而被定罪
在被捕當天，阿桑奇被指控違反1976年保釋法，並在短暫的聽證會後被判有罪。  阿桑奇的辯護人說，處理過他的案件的首席地方法官艾瑪·阿布斯諾特（Emma Arbuthnot）對他有偏見，因為她的丈夫直接受到維基解密指控的影響。 邁克爾·斯諾法官（Judge Michael Snow）表示，在“擠滿了人的新聞發布會”前宣揚這一說法是“不可接受的”，阿桑奇是“一個無法超越自身利益的自戀者”，和他“還沒有接近建立合理的藉口”。
阿桑奇被還押在貝爾馬什監獄（Belmarsh Prison），並於 2019年5月1日被判處50週監禁。  法官說，他將在服完一半刑期後獲釋，但須接受其他訴訟程序，並以不再犯下罪行為條件。  聯合國任意拘留問題工作組表示，該判決違反了“必要性和相稱性原則”，因為它認為是“輕微違規”。 阿桑奇對他的判決提出上訴，但在7月放棄了上訴。

### 美國的間諜指控
2012年和2013年，美國官員表示，阿桑奇沒有在密封起訴書中被點名。 2018年3月6日，美国弗吉尼亚东区联邦地区法院聯邦大陪審團對阿桑奇發出密封起訴書。  2018年11月，美國檢方意外披露了起訴書。

### 在英國入獄

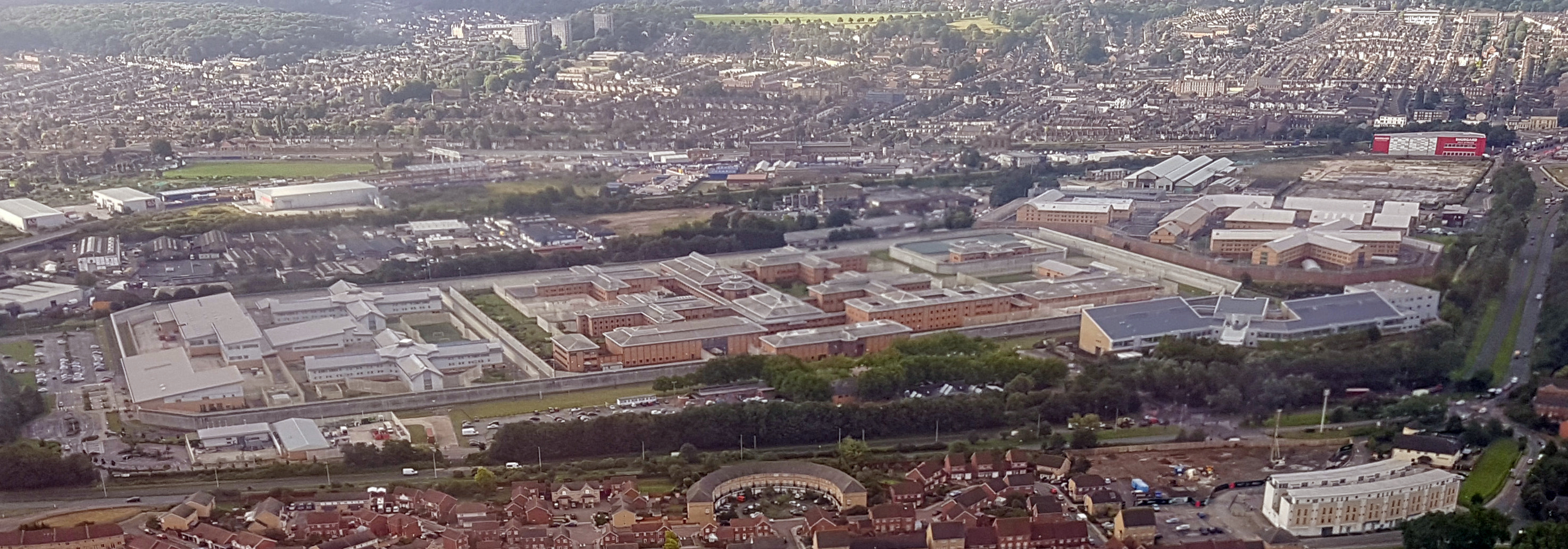
贝尔马什监狱航拍图

逮捕行动过后，阿桑奇被关押在伦敦贝尔马什监狱。
联合国酷刑及其他残忍、不人道或有辱人格的待遇或处罚特别报告员尼尔斯·梅尔泽于2019年5月9日对阿桑奇进行身体检查，发现阿桑奇除了身体疾病，还出现了所有长期暴露于心理折磨的典型症状，包括高度紧张、慢性焦虑和强烈的心理创伤。英国政府不认同梅尔泽的部分观察结果。在其后的采访中，梅尔泽批评“美国大陪审团进行秘密起诉”、“瑞典检察官以滥用方式传播、再循环和延续他们对涉嫌性犯罪的‘初步调查’”、“厄瓜多尔在没有任何形式的正当程序的情况下终止了阿桑奇先生的庇护身份和公民身份”、“英国法官自逮捕行动以来对阿桑奇先生表现出明显的偏见”。他认为上述四方想让阿桑奇以儆效尤。他还指控记者“散布辱骂性及故意歪曲的叙述”。不久之后，阿桑奇被转移到私人医护病房。
2019年9月13日，地方法官凡妮莎·巴雷策（Vanessa Baraitser）裁定阿桑奇不能在9月22日刑期届满当天获释，因为他有可能逃亡，而且律师也没有申请保释，故阿桑奇到时身份会从在囚囚犯转变成亟待引渡人士。
2019年11月1日，梅尔泽表示阿桑奇健康状况正持续恶化，生命受到威胁。他表示英当局没有采取行动应对问题。
11月22日，“医生为阿桑奇”（Doctors for Assange）团体向英国内政大臣及影子内政大臣发出联署公开信，表示阿桑奇健康持续恶化，可能会死在监狱里。团体之后向大法官兼司法大臣羅伯特·巴克蘭和澳大利亚外交部长马里斯·佩恩发去公开信，均未获回复。
2019年12月30日，梅尔泽指控英国政府虐待阿桑奇，表示阿桑奇“持续遭受严重的精神和情感痛苦……（这些待遇）显然构成心理折磨或其他残忍、不人道或有辱人格的待遇或处罚”。
2020年2月17日，医学期刊《柳叶刀》刊登“医生为阿桑奇”团体的公开信，表示阿桑奇的健康状况因厄瓜多尔大使馆及贝尔马什监狱的长期虐待而急剧恶化。同日，无国界记者发表另一份联署，指控特朗普政府“报复阿桑奇的行为促使国际媒体对美国进行战争的方式进行重大披露”。联署认为阿桑奇披露的情报“完全是出于公共利益，不是间谍举动”。澳洲议员安德魯·威爾基和喬治·克里斯滕森在探视阿桑奇后要求英国和澳大利亚政府出面干涉引渡阿桑奇的过程。
2020年3月25日，法官巴莱策驳回了阿桑奇律师就COVID-19疫情提交的保释申请。法官表示，阿桑奇过去的行为证明他会不惜一切代价逃避引渡。2021年11月，阿桑奇父亲向法国媒体表示阿桑奇自愿接种监狱提供的COVID-19疫苗。
2020年6月25日，“医生为阿桑奇”再次在《柳叶刀》刊登公开信，要求结束对阿桑奇的虐待及医疗忽视。2020年9月，2名现任政府首脑与约160名政界人士向英国首相鲍里斯·约翰逊发出支持阿桑奇的公开信。次月，美国民主党籍众议员图尔西·加巴德与共和党籍众议员托馬斯·馬西提出一项反对引渡阿桑奇的决议。2020年12月，德国人权专员芭貝爾·柯夫勒提请英国在做出是否引渡的决定前考虑阿桑奇的身心健康。

### 引渡至美國的聽證會

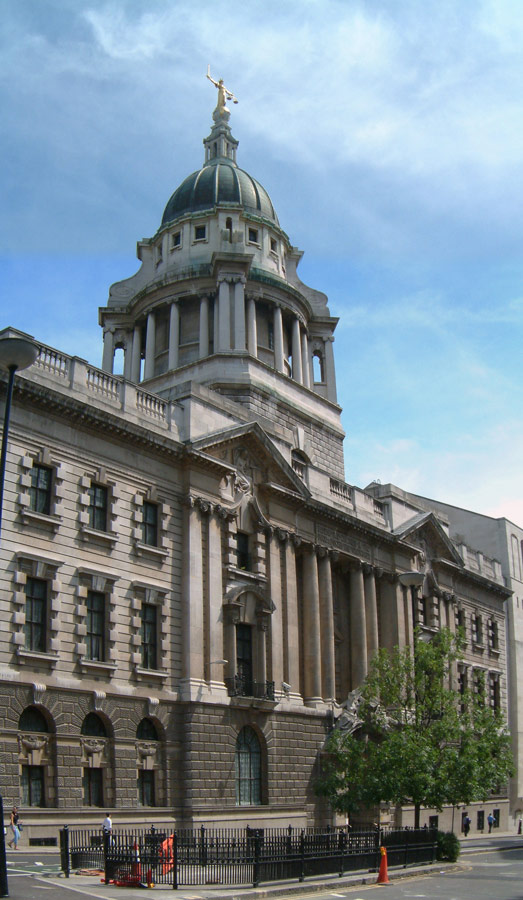
位于伦敦奧卑利的中央刑事法院

2019年5月2日，伦敦就引渡阿桑奇至美国的问题举行首场听证会。在被法官斯诺（Snow）问到是否同意引渡时，阿桑奇表示“不想因为赢得许多大奖、保护了许多人的新闻报道自愿引渡”。6月13日，内政大臣薩吉德·賈偉德表示已签署引渡令。
到2019年年底，主审多场引渡听证会的艾玛·阿巴思诺特法官因“认知偏见”回避，由凡妮莎·巴雷策接任。
2019年10月21日，阿桑奇出席案件管理聆讯。被法官巴雷策问到对司法程序的理解时，阿桑奇回复：
我不明白这怎么能叫公平。那个超级大国已经为这个案件准备了10年之久，而且我还不能拿到我的著作。我现在这幅模样做什么事情都很艰难，但那些人有着无尽的资源。他们老是说记者和吹哨人是人民的敌人。他们有着处理（案件）文件的超人优势。他们（知道）我和我的心理医生过着怎样的生活，他们偷了我孩子们的DNA。这样的事情还能叫公平吗？
2020年2月，法院听取法律论据。律师认为阿桑奇身负政治指控，不能引渡。受COVID-19疫情影响，加上控辩双方要求额外准备时间，听证会推迟数月举行。3月，国际律师协会人权研究院谴责当局在引渡审判中虐待阿桑奇。
2020年9月7日，法庭为阿桑奇公布了18项新指控，包括一项合谋获取、披露国防信息罪、一项合谋入侵计算机罪、七项获取国防信息罪及九项披露国防信息罪。美国司法部表示，新的起诉书“扩大了……涉嫌计算机入侵的范围”，显示阿桑奇与黑客组织LulzSec的头目有直接联系，向组织提供了黑客目标清单，与陆军情报分析师切尔西·曼宁（Chelsea Manning）合谋破解密码哈希值。针对阿桑奇律师提出的否认新指控或暂停审理留待回应的动议，巴雷策法官驳回。9月，丹尼尔·艾尔斯伯格等多位证人透过视频会议方式作证。受技术问题影响，作证过程被大量延误。國際特赦組織、国际笔会挪威分会与八位歐洲議會議員被剥夺了观看庭审直播的权限，对此巴雷策法官表示最初的邀请被错误发送。最初被要求作为辩方证人作证的酷刑受害者哈立德·马斯里改以书面形式作证。其他证人在证词中认为阿桑奇被引渡到美国后的监禁条件会更为恶劣，从而让阿桑奇亞斯伯格症候群的抑郁和自杀倾向进一步加重。辩方在提上公开了一份监狱服务报告，显示狱警在搜查阿桑奇牢房时发现了一枚隐藏刀片。法庭还透露阿桑奇曾多次联系撒瑪利亞會的防止自杀热线。前美國陸軍刑事調查司令部法医帕特里克·埃勒（Patrick Eller）表示阿桑奇没有美方所列的破解密码行为，因为切尔西故意只发送了密码哈希值的一部分。埃勒还表示密码破解是锤子前线作战基地（Forward Operating Base Hammer）驻扎士兵的共同话题，表明曼宁的信息与她已经拥有的机密文件无关。9月30日的证词透露了UC环球监控厄瓜多尔大使馆的新指控。担心遭报复的前UC环球员工在庭上匿名作证，表示公司与特朗普政府代表謝爾登·阿德爾森签订合同后，“行动越来越复杂”。该员工表示，情报部门特工曾计划闯入大使馆绑架或毒杀阿桑奇，打算获取阿桑奇孩子的DNA。听证会结束时，进步国际仿照罗素法庭举行贝尔马什法庭活动，深入审查“阿桑奇揭露的罪行，以及对他犯下的罪行”。
听证会于2020年10月1日结束。2021年1月4日，出于对阿桑奇心理健康的担忧，法官裁定不把阿桑奇引渡美国，避免他在美国监狱自杀。同时，法官其他所有问题上都支持美国一方，包括这些指控是否构成政治犯罪，以及他是否有权获得言论自由方面的保护。

### 上訴和其他發展
其后，美國向英国高等法院上訴。10月27日，英国高等法院开庭审理美国的上诉。12月10日，英国高等法庭允许将阿桑奇引渡至美国受审。
2022年1月，英國高等法院批准維基解密創辦人亞桑傑得以繼續就引渡美國案上訴至最高法院。
2022年3月，英国最高法院拒绝审理阿桑奇的引渡上诉案。
2022年4月20日，威斯敏斯特地方法院首席地方法官保罗·戈德斯普林正式批准将阿桑奇引渡到美国，并将决定提交给内政大臣普丽蒂·帕特尔。如果帕特尔批准法院的命令，阿桑奇可以通过司法审查对该决定提出上诉。
2022年6月17日，内政大臣帕特尔批准引渡，而阿桑奇团队说他将要上诉。20日，中国外交部发言人汪文斌表示此举显示了英国维系同美特殊关系的忠诚以及美英配合对特定人士进行跨国镇压的事实。

## 辯訴交易和釋放
2022年，澳大利亞即將上任的安東尼·艾巴尼斯政府表示，它將反對繼續起訴阿桑奇，但將採取安靜的外交手段來實現這一目標。
2022年7月，阿桑奇在高等法院對引渡提出上訴。
2023年7月，美國國務卿安東尼·布林肯拒絕了澳洲政府的立場，稱阿桑奇面臨嚴重指控。2023 年 8 月 14 日，美國駐澳洲大使卡羅琳·肯尼迪在與一群推動阿桑奇回歸的澳洲議員會面後不久，就提出了可能對阿桑奇達成認罪協議的協議。
2024年2月20日，英國高等法院就是否引渡阿桑奇到美國舉行聽證會。
2024年3月26日，英国高等法院决定暂缓将阿桑奇引渡到美国，同时进一步要求美国保证不会对阿桑奇判死刑。至于是否同意引渡阿桑奇的裁决，则再次推迟到5月20日审理。
2024年4月，美国保证阿桑奇不会被判处死刑、阿桑奇受到美国宪法第一修正案保护。5月20日，英国高等法院裁决阿桑奇可继续在英上诉。
阿桑奇最終與美国司法部达成认罪协议，阿桑奇承认违反间谍法，美国司法部則不再寻求引渡。2024年6月24日，阿桑奇獲得保釋，並离开了监狱，搭机离开英国返回澳洲。

## 个人生活

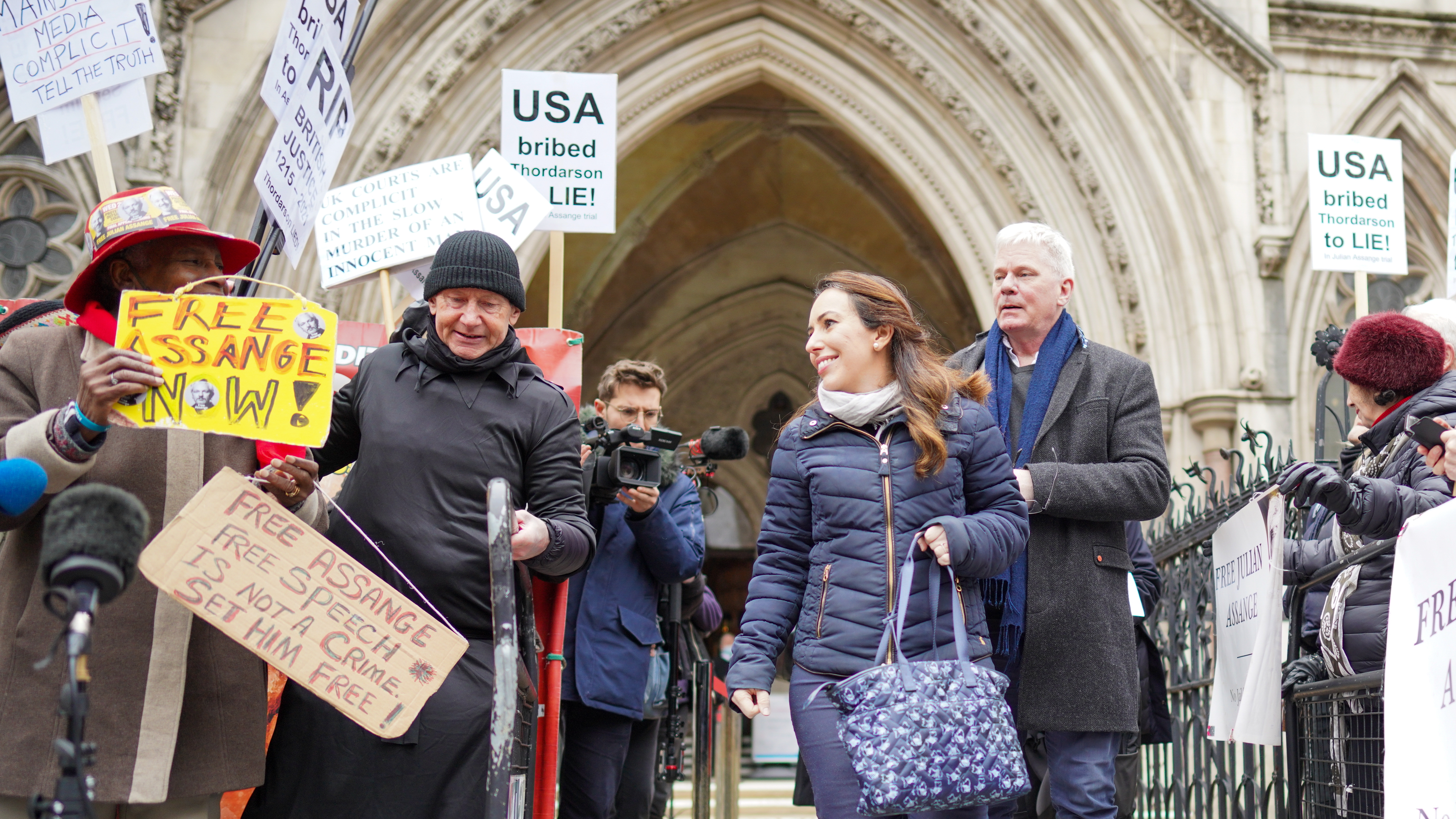
2022年1月，史黛拉·亞桑傑與支持者離開高等法院

### 監護權問題
18歲時，阿桑奇與一名女子同居並生了一個孩子——丹尼爾。該女子在阿桑奇住所被警方搜查后帶著兒子離開了他。直到1999年，他才與該名女子達成監護協議。丹尼爾有理學學位，於一家軟件設計公司工作。在父親問他是否願意加入維基解密工作團隊時，他沒有接受，因為他不覺得維基解密會有很大成就。在丹尼爾的眼中，父親是個十分聰慧的人，并有著與此相關的一系列、特徵性的煩惱和憂慮。例如，父親不願意與理解能力無法與他自己保持在同一水平的人共事，因為會讓他自己感到懊喪。而且父親對於政治活動總是很感興趣，也熱愛科學、哲學與對知識的普遍追求，他認為地球上的每個人都應當有機會獲得這類知識。作為父親，阿桑奇對於與自己的兒子分享自己的知識抱有很高的熱情，而這也是丹尼爾最喜歡父親的地方。2010年阿桑奇陷入性侵犯困境后，丹尼爾曾在臉書上留言“那個人（即自己父親）頗擅長於與女性為敵”（That man does have a way of making a lot of female enemies），后被《紐約郵報》作為材料，推出「我的維基父親在與女人相處方面簡直糟透了」（My Wiki dad's just awful with the ladies）一文。丹尼爾否認《紐約郵報》曾對其作出採訪，也覺得從原話得出後者的結論，“的確扯得有點遠”。
2015年，阿桑奇開始與他的律師史黛拉·亞桑傑建立關係。他們於 2017 年訂婚，並育有兩個兒子，分別於 2017 年和 2019 年出生。史黛拉·亞桑傑在 2020 年透露了他們的關係，因為她擔心朱利安·阿桑奇的生命。2021 年 11 月 7 日，這對夫婦表示，他們正在準備對英國副首相多米尼克·拉布和貝爾馬什監獄監獄長珍妮·路易斯採取法律行動。史黛拉和朱利安·阿桑奇指責拉布和路易斯透過阻止和推遲他們的婚姻來剝奪他們和他們兩個孩子的人權。 11 月 11 日，監獄部門表示已批准這對夫婦在貝爾馬什監獄結婚， 並於 2022 年 3 月 23 日這對夫婦結婚了。

## 作品

### 书目
- Underground: Tales of Hacking, Madness and Obsession on the Electronic Frontier（1997）
- Cypherpunks: Freedom and the Future of the Internet（2012）OR Books. ISBN 978-1-939293-00-8.
- When Google Met WikiLeaks（2014）OR Books. ISBN 978-1-939293-57-2[283].
- 《维基解密文件：美帝国眼中的世界》 (The WikiLeaks Files: The World According to The US Empire（2015）) Verso Books. ISBN 978-1-781688-74-8[284]

### 影视作品
| 标题                             | 年度           |
| -------------------------------- | -------------- |
| 《附帶謀殺》(Collateral Murder)  | 2010           |
| 《明天的世界》（World Tomorrow） | 2012（主持人） |
| Mediastan                        | 2013           |
| 《工程师》（The Engineer）       | 2013           |

作为自己演出
- The War You Don't See (2010)[286]
- 《辛普森一家》（2012）（cameo; episode "At Long Last Leave"）[287]
- 《第四公民》（2014）[288]-- 该纪录片获得了2014年度第87届奥斯卡奖最佳纪录片奖。
- The Yes Men Are Revolting (2014)[289]
- Terminal F/Chasing Edward Snowden (2015)[290]
- Asylum (2016)[291]
- Risk (2016)[292]
- Architects of Denial (2017)[293]
- The New Radical (2017)[294]

## 參看
- 劳里·勒夫 (Lauri Love) - 在2018年他在英格蘭高等法院上訴，反對被引渡到美國。
- 羅斯·烏布利希 (Ross Ulbricht)
- 杰瑞米·哈蒙德 (Jeremy Hammond) - 他被傳喚出現在正在調查朱利安·阿桑奇的弗吉尼亞聯邦大陪審團面前。 在拒絕作證後，他被判處民事藐視法庭罪。
- 奧拉·比尼（Ola Bini） - 於2019年4月在厄瓜多爾被捕，顯然是因為他與朱利安·阿桑奇和維基解密有關聯。

## 外部連結
- Julian Assange的作品  - 古騰堡計劃
- 已存檔的阿桑奇個人網站
- TED上的朱利安·阿桑奇
- Why Judge Baltasar Garzon has taken on the defense of Julian Assange （页面存档备份，存于）